# La pioggia alla domenica
La pioggia alla domenica è un singolo del cantautore italiano Vasco Rossi, pubblicato il 25 marzo 2022.

## Descrizione
Si tratta di una nuova versione dell'omonimo brano realizzato da Rossi originariamente per il suo album Siamo qui caratterizzata da parti vocali aggiuntive del rapper Marracash. La collaborazione tra i due artisti è nata al fine di sostenere la campagna di Save the Children in favore dei bambini vittime dell'invasione russa dell'Ucraina.

## Tracce
1. La pioggia alla domenica (con Marracash) – 3:32

## Formazione
- Vasco Rossi – voce
- Marracash – voce aggiuntiva
- Cesare Chiodo – basso
- Paolo Valli – batteria
- Mattia Tedesco – chitarra acustica
- Stef Burns – chitarra elettrica
- Celso Valli – pianoforte, tastiere, arrangiamento, cori
- Giordano Mazzi – programmazione, tastiere, cori

## Classifiche
| Classifica (2022) | Posizione massima |
| ----------------- | ----------------- |
| Italia            | 11                |